# Vélodrome de Londres
Le vélodrome de Londres, officiellement Lee Valley VeloPark ou London Velopark (en anglais) est un vélodrome situé à Londres au Royaume-Uni qui accueille les compétitions de cyclisme sur piste lors des Jeux olympiques d'été de 2012 et les championnats du monde de cyclisme sur piste en 2016. L'enceinte accueille également les Six jours de Londres depuis 2015.
Il est ouvert au public en mars 2014.

## Caractéristiques techniques[1]
- 2009 : début du chantier
- Concepteur : Hopkins Architects (en)
- Réalisation : Interior Services Group plc (ISG)
- Capacité en spectateurs : 6 000 places
- Longueur de la piste : 250 mètres
- Inclinaison maximum de la piste dans les lignes droites : 12°
- Inclinaison maximum de la piste dans les virages : 42°[2]
- 356 éléments de structure en pin sibérien
- Longueur totale des lames de parquets : 56 kilomètres
- Superficie : 21 700 m2

## Construction et conception
La construction du vélodrome a débuté en mars 2009 et a été achevée en moins de deux ans, en février 2011. C’est le premier site sportif à avoir été terminé, 18 mois avant le début des Jeux.
Les concepteurs ont privilégié les matériaux renouvelables, tels le bois. Les façades sinueuses du bâtiment sont constituées de cèdre rouge (5 000 m2).
La piste est constituée en lames de parquet en pins de Sibérie, issues de forêts écogérées. Elle a nécessité l'emploi de plus de 350 000 clous. La toiture à double courbure de 12 000 m2 est tendue par un réseau de 16 km de câbles. 
De nombreuses fentes de toit et une coursive vitrée permettent un éclairage par la lumière naturelle, réduisant la consommation d’énergie liée à l'éclairage naturel. De même, le revêtement mural extérieur et un système de ventilation naturelle permettent une absence de système de climatisation. Enfin, l'eau de pluie sur le toit est collectée, et injectée dans le réseau de distribution du vélodrome.

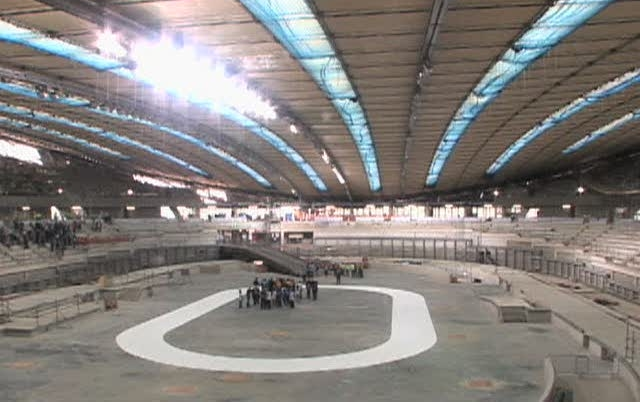
Le Vélodrome de Londres en juillet 2010

## Piste de BMX

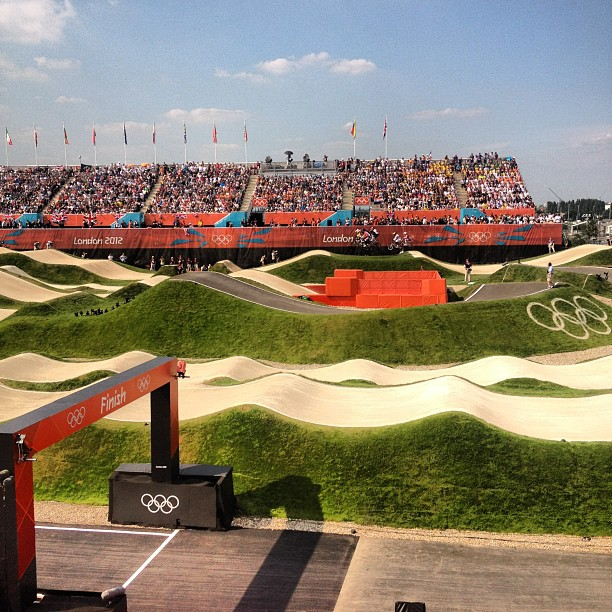
London Velopark BMX Track.

À côté du vélodrome est située la piste de BMX. Une piste longue de 450 mètres pour les hommes et de 440 mètres pour les femmes. La piste recouvre une surface totale de 160 mètres par 90 mètres, et a nécessité l'utilisation de 14 000 mètres cubes de terre.
Après les Jeux, la tribune temporaire de 6 000 places sera démontée, la piste sera reconfigurée pour l'adapter aux cyclistes de tous les jours.